# إدوين هاريس
إدوين هاريس (29 أغسطس 1891 في المملكة المتحدة - 31 يوليو 1961 في المملكة المتحدة) (بالإنجليزية: Edwin Harris)‏ هو رسام ولاعب كريكت بريطاني (وحمل سابقاً جنسية المملكة المتحدة لبريطانيا العظمى وأيرلندا). لعب مع نادي مقاطعة ساسكس للكركيت ‏.

## وصلات خارجية
- إدوين هاريس على موقع إي آس بي آن كريك إنفو (الإنجليزية)